# 丹科夫區

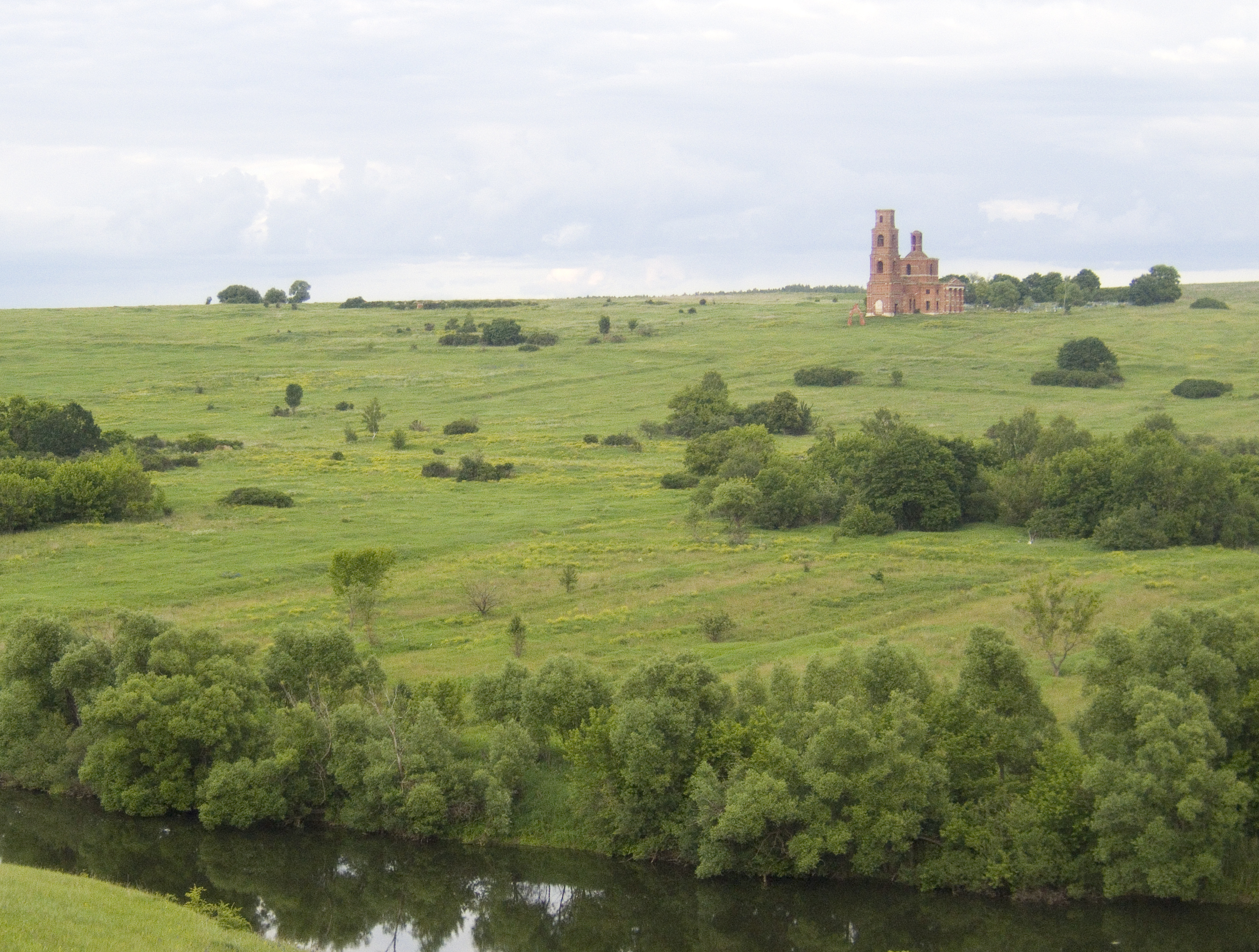

52°21′N 39°09′E / 52.350°N 39.150°E
丹科夫區（俄语：Данковский район），是俄羅斯的一個區，位於該國西部，由利佩茨克州負責管轄，面積1,894.85平方公里，2010年該區人口35,468，人口密度每平方公里18.72人。